# Lilian Harvey
Lilian Harvey (Londres, 19 de gener de 1906 – 27 de juliol de 1968) va ser una actriu i cantant alemanya, encara que nascuda en el Regne Unit.

## Biografia
El seu veritable nom era Lilian Helen Muriel Pape, i va néixer a Crouchn End, Homsey, Middlesex, Anglaterra. La mare era anglesa, i el pare un home de negocis alemany. A l'inici de la Primera Guerra Mundial residien a Magdeburg i no van poder tornar a Anglaterra, per la qual cosa Harvey va ser enviada a Solothurn, Suïssa, a viure amb una tia.
Després de finalitzar la graduació el 1923, va començar la formació artística acudint a l'escola de dansa i declamació de la Staatsoper Unter den Linden.
El 1924, Lilian Harvey va aconseguir el seu primer paper, el de la jove jueva Ruth, en el film Der Fluch, dirigit per Robert Land. Posteriorment, va participar en molts títols del cinema mut. El 1925 va ser escollida per interpretar el seu primer paper principal en el film Leidenschaft.
Gràcies als estudis de cant, Harvey va ser capaç de seguir amb una reeixida carrera interpretativa en iniciar-se el cinema sonor en els primers anys de la dècada de 1930. El seu primer títol amb Willy Fritsch va ser Die keusche Susanne (La Casta Susana) el 1926. Harvey i Fritsch es van convertir en la "parella de somni" del cinema alemany dels primers anys trenta amb la romàntica història d'amor Liebeswalzer. Van treballar junts en un total d'11 pel·lícules, i la premsa va batejar Harvey com la "noia més dolça del món".
El 1931 Harvey va protagonitzar el film Der Kongreß tanzt, i la seva cançó "Das gibt's nur einmal" es va fer cèlebre. Les seves pel·lícules posteriors es van rodar en versions angleses i franceses, per la qual cosa Harvey es va fer coneguda fora d'Alemanya. Va ser convidada a Hollywood, on va rodar quatre pel·lícules per a 20th Century Fox, però no van tenir tant d'èxit com amb els títols alemanys. Finalment va abandonar el rodatge d'un musical de la Fox, George White's 1935 Scandals. La seva sortida va fer que els executius la substituïssin per Alice Faye, actriu que va aconseguir la fama gràcies a aquell paper.

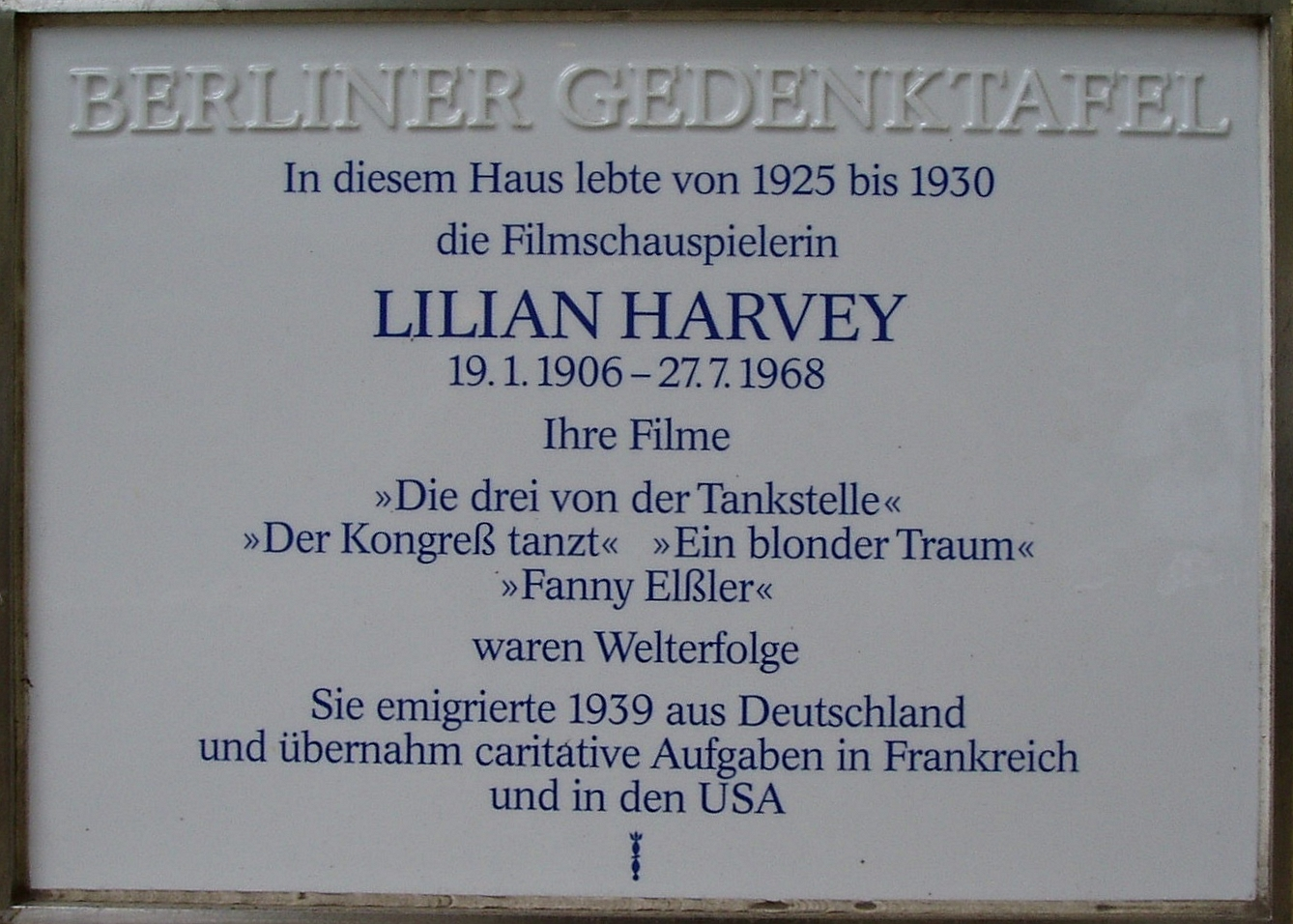
Placa en homenatge a Lilian Harvey a Berlín.

El 1935 Lilian Harvey va tornar a Alemanya. Com que encara tenia contacte amb els col·legues jueus, va estar vigilada per la Gestapo. No obstant això, fins a 1939 va fer algunes pel·lícules d'èxit per a l'estudi Universum Film AG, entre elles Glückskinder (1936), Sieben Ohrfeigen, Fanny Eisler (1937), Capriccio i Frau am Steuer (1939).
Harvey va ajudar al coreògraf Jens Keith a escapar a Suïssa, motiu pel qual va ser interrogada per la Gestapo. Posteriorment, va decidir abandonar Alemanya, raó per la qual va perdre la seva fortuna immobiliària, que va ser confiscada pels nazis. Es va assentar en Juan-les-Pins, França. Allí va rodar dues pel·lícules el 1940, Serenade i Miquette. Després de l'ocupació del sud de França va decidir emigrar novament a Hollywood. El 1943 el règim nazi li va retirar la ciutadania alemanya perquè Lilian va fer actuacions per a les tropes franceses.
Després de finalitzar la Segona Guerra Mundial, Harvey es va desplaçar a París. Els anys següents va viatjar com a cantant per Escandinàvia i Egipte. El 1949 va tornar a Alemanya i va treballar en el teatre. Entre 1953 i 1957 va estar casada amb l'agent teatral danès Hartvig Valeur-Larsen.
Lilian Harvey va morir a causa d'icterícia el 27 de juliol de 1968 a Juan-els-Pins. Va ser enterrada en el cementiri Robiac d'Antíbol.

## Filmografia
- 1924 - Der Fluch -
- 1924 - Die Motorbraut - Doble de Lee Perry a Suïssa
- 1925 - Leidenschaft - Die Liebschaften der Hella von Gilsa
- 1925 - Der Fluch - Ruth
- 1925 - Liebe und Trompetenblasen – Comtessa Maria Charlotte
- 1925 - Die Kleine vom Bummel - Die 'Kleine'
- 1926 - Prinzessin Trulala - Prinzessin Trulala
- 1926 - Die keusche Susanne - Jacqueline
- 1926 - Vater werden ist nicht schwer - Harriet
- 1927 - Die tolle Lola - Tänzerin Tilly Schneider, també Lola Cornero
- 1927 - Eheferien - Hella
- 1927 - Du sollst nicht stehlen -
- 1928 - Eine Nacht in London - Aline Morland
- 1928 - Ihr dunkler Punkt - Lilian von Trucks/Yvette
- 1929 - Rund um die Liebe -
- 1929 - Adieu Mascotte - Mascotte
- 1929 - Wenn Du einmal Dein Herz verschenkst -
- 1930 - Liebeswalzer [MLV] - Princesa Eva
- 1930 - The Love Waltz [MLV] - Princesa Eva
- 1930 - Hokuspokus [MLV] - Kitty Kellermann
- 1930 - The Temporary Widow [MLV] - Princesa Eva
- 1930 - Die Drei von der Tankstelle [MLV] - Lilian Cossmann
- 1930 - Li chemin du paradis [MLV] - Liliane Bourcart
- 1930 - Einbrecher [MLV] - Reneé
- 1931 - Princesse! à vós ordres! [MLV] - La princesa Marie-Christine
- 1931 - Nie wieder Liebe [MLV] - Gladys O'Halloran
- 1931 - Calais-Douvres [MLV] - Gladys O'Halloran
- 1931 - Der Kongreß tanzt [MLV] - Christel Weinzinger, venedora de guants
- 1931 - Li Congrès s'amuse [MLV] - Christine "Christel" Weizinger
- 1932 - Zwei Herzen und ein Schlag [MLV] - Jenny
- 1931 - La fille et le garçon [MLV] - Jenny Berger/Ria bella
- 1932 - Quick - German [MLV] - Eva
- 1932 - Quick - French [MLV] - Christine Dawson
- 1932 - Ein blonder Traum [MLV] - Jou-Jou
- 1932 - Un rêve blond [MLV] - Joujou
- 1932 - Happy Ever After [MLV] - Jou-Jou
- 1933 - Ich und die Kaiserin [MLV] - Juliette
- 1933 - Moi et l'Impératrice [MLV] - Juliette
- 1933 - My Lips Betray - Lili Wieler
- 1933 - My Weakness - Looloo Blake
- 1933 - I Am Suzanne - Suzanne
- 1934 - The Only Girl [MLV] - Juliette
- 1935 - Let's Live Tonight - Kay Routledge, també anomenada Carlotta
- 1935 - Invitation to the Waltz - Jenny Peachey
- 1935 - Schwarze Rosen [MLV] - Tania Fedorovna
- 1935 - Roses noires [MLV] - Tatiana
- 1935 - Black Roses - Tania Fedorovna
- 1936 - Glückskinder [MLV] - Ann Garden i neboda de Jackson
- 1936 - Els gais lurons [MLV] - Ann Garden
- 1937 - Sieben Ohrfeigen - Daisy Terbanks – Filla d'Astor
- 1937 - Fanny Elßler - Fanny Elßler
- 1938 - Capriccio – Madelone, també Don Joan
- 1939 - Castelli in ària [MLV] - Annie Wagner detta 'Mimì'
- 1939 - Frau am Steuer - Maria Kelemen
- 1940 - Sérénade - Margaret Brenton
- 1940 - Miquette - Miquette Grandier